# Viser fra din oldefars tid
Viser fra din oldefars tid er et album indspillet af Trille og udgivet i 1976 på pladeselskabet Abra Cadabra (ABC 104). Albummet blev genudgivet på CD i 2008.

## Sange

### Side 1
1. Dansens-Magt  4:18
2. Elfsborgvisen  3:21
3. Alperosen  3:43
4. Pigen Der Dansede Sig Ihjel  5:05
5. Skorstensfejeren Og Sidse  3:54

### Side 2
1. Sømanden Og Den Rige Købmandsdatter  4:00
2. Amanda Og Herman  2:14
3. Carl Og Emma  5:13
4. Var Jeg Rig, Jeg Gifted Mig I Morgen  7:31